# 維利基茨基群島
維利基茨基群島是俄羅斯的群島，位於泰梅爾半島東北面的拉普捷夫海，由克拉斯諾亞爾斯克邊疆區負責管轄，最高點海拔高度47米，島上無人居住。